# Uraninita
La uraninita es un mineral radiactivo de la clase de los minerales óxidos según la clasificación de Strunz, rico en uranio, siendo la principal mena de este elemento. Su composición química es mayormente dióxido de uranio (UO2), pero también contiene trióxido de uranio (UO3), óxido de plomo, torio, y tierras raras.
Es una principal mena de uranio la uraninita, dio lugar a su nombre en 1792.
El mineral se conoce desde el siglo XV en las minas de plata en las montañas Erzgebirge, Alemania. Sin embargo, el tipo local es el de Jáchymov en la República Checa, que fue descrito por F.E.Brückmann en 1727.

## Formación y aspectos
Se forma en filones hidrotermales a temperaturas elevadas, con casiterita y asenopirita, y en filones hidrotermales a temperaturas medias en forma de pechblenda.
También aparecen en forma de pequeños granos negros en areniscas y en conglomerados, donde con frecuencia se desgasta en minerales secundarios de uranio.
El uranio es negro y los cristales son de hábito botroidal, brillo de mate a submetálico o color metalizado. También pegado al mineral se pueden desprender trozos de mineral secundario, en forma de polvo, de color amarillo intenso, frecuente en  minerales de uraninita.

## Contenido radiactivo
Todos los minerales de uraninita contienen pequeñas cantidades de radio como producto de la desintegración radiactiva del uranio; de hecho, Marie Curie descubrió el radio y el polonio a partir de pechblenda de Jáchymov en la República Checa (por entonces Joachimsthal del Imperio austrohúngaro). También contiene pequeñas cantidades de isótopos de plomo (206Pb y 207Pb), que son producto de la desintegración de la serie radiactiva de los isótopos 238U y 235U, respectivamente. Del mismo modo, la uraninita contiene pequeñas cantidades de helio como resultado de la desintegración alfa; de hecho, el helio fue hallado por primera vez en la Tierra en la uraninita, tras haberse descubierto espectroscópicamente en el Sol. El tecnecio, elemento extremadamente raro, puede hallarse también en proporciones ínfimas (unos 0,2 ng/kg) como resultado de la fisión espontánea del 235U.
Por ser muy radioactiva debe manipularse y almacenarse cuidadosamente, con guantes y máscaras ya que el polvo de uraninita puede ser respirado y permanecer en los pulmones y el sistema sanguíneo hasta provocar cáncer y leucemia. Como todos los minerales radioactivos de uranio, debe guardarse en contenedores de plomo espeso y en habitaciones apropiadas o especializadas, para controlar cualquier fuga radioactiva, aparte por el gas radón radioactivo, que se forma al desintegrarse el uranio, y por cualquier pedazo pequeño que pueda quedar al manipular la uraninita, se debería obligatoriamente llevar un detector de radioactividad.

## Yacimientos
En el Gran Lago del Oso en los Territorios del Noroeste del Canadá hay una importante mina de pechblenda, donde se encuentra en grandes cantidades asociada con plata, y algunas de las menas más puras en uranio se hallan en el Lago Athabasca al norte de Saskatchewan. Hay uraninita en Australia, Alemania, Inglaterra, Sudáfrica, Sudamérica y Estados Unidos.
El mineral de uranio se procesa generalmente en la misma zona en la que se extrae, pulverizándose en una torta amarilla (óxido de uranio), que es un paso intermedio en el procesado del uranio.